# 葛之覃
葛之覃，直隸省天津府南皮縣人，清朝政治人物。進士出身。
光緒二年（1876年），參加丙子恩科會試，得貢士第225名。殿試登進士2甲第62名。同年五月（6月3日），著分六部學習。
1949年12月2日，代總統李宗仁任命葛之覃為台灣高等法院推事兼院長。